# Napoleón Abueva
Napoleón Isabelo Veloso-Abueva (né le 26 janvier 1930 à Tagbilaran (Bohol, Philippines) et mort le 16 février 2018 à Quezon City dans le même pays) est un sculpteur philippin.
Considéré comme un des pères de la sculpture philippine moderne, il a été ordonné artiste national des Philippines,,.

## Biographie
Diplômé du College of Fine Arts de l'université des Philippines en 1953 et de la Cranbrook Academy of Art en 1955. Il travailla avec divers matériaux dont le bois, le métal, le marbre ou le ciment.

## Galerie

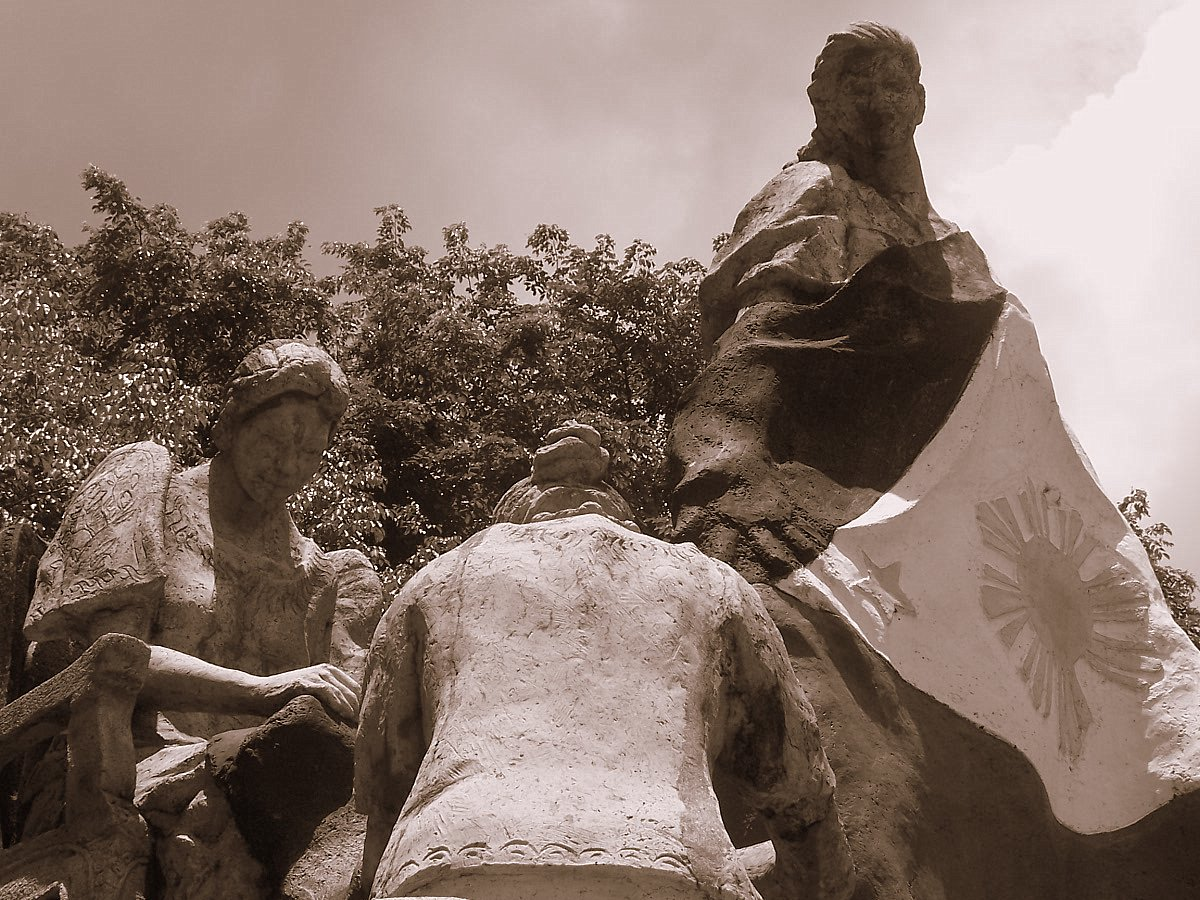
Trois femmes tissant le drapeau philippin, sculpture de Napoleón Abueva située sur le campus de l’université des Philippines.